# Vicente Lusitano
Vicente Lusitano (Olivença, Portugal, século XVI — depois de 1561) foi um compositor português do Renascimento.

## Vida
Pouco se sabe da sua vida, incluindo a sua data de nascimento e de morte. Como compositor, escreveu vários trabalhos corais, incluindo motetos e madrigais, mas é muito mais conhecido pelo seu trabalho como teórico musical. 
Num debate em Roma, em 1551, ele expôs as visões tradicionais do papel  das três genera musicais (diatónico, cromático e enarmónico) contra alguns mais radicais impulsionados por Nicola Vicentino (julga-se que Lusitano ganhou o debate).  
A sua Introdutione facilissima et novissima de canto ferma (1553), contém uma introdução à música, uma secção sobre contraponto improvisado, e as suas opiniões sobre as três genera.

## Obra

### Obra Teórica (Tratados Musicais)
- Introduttione facilissima, et novissima, di canto fermo, figurato, contraponto semplice, et in concerto, con regole generali per far fughe differenti sopra il canto fermo, a 2, 3, et 4 voci, et compositioni, proportioni, generi. s. diatonico, cromatico, enarmonico (Roma, 1553/R1989, 3/1561).

- Tratado de canto de organo, F-Pn esp. 219, edição de H. Collet: Un tratado de canto de órgano (séc. XVI), (Madrid, 1913), [anónimo no Manuscrito, attribuição a Vicente Lusitano por Robert Stevenson].

### Música Publicada
- Liber primus epigramatum que vulgo motetta dicuntur, 5, 6, 8vv (Roma, 1551, alterado em 1555 em cópia única) [1551]. [1]

### Motetos
- Adjuva nos Deus, 3vv, E-GRcr 7 (1); Adjuva nos Deus, 4vv, GRcr 7 (1); Aspice Domine de sede sancta tua, 6vv, 1551; Aspice Domine quia facta est desolata, 5vv, 1551; Ave spes nostra Dei genitrix, 5vv, 1551; Beati omnes, 6vv, D-Sl Mus.fol.I 3; Benedictum est nomen tuum, 5vv, 1551; Clamabat autem mulier Cananea, 5vv, 1551; Crux et virga vigilans, 5vv, 1551; Domine non secundum peccata nostra, 4vv, E-GRcr 7 (1).

- Elisabeth Zacharie magnum virum genuit, 5vv, 1551; Emendemus in melius, 5vv, 1551; Hic est Michael archangelus, 5vv, 1551; Hodie Simon Petrus crucis patibulum, 5vv, 1551; In jejunio et fletu, 4vv, GRcr 7 (1); Inviolata, integra et casta es, 8vv, 1551; Isti sunt due olive, 5vv, 1551; Lucia virgo quid ad me petis, 5vv, 1551; Non est inventus similis illi, 4vv, GRcr (5); O beata Maria quis tibi digne, 6vv, 1551.

- Paixão Segundo São João 4vv, GRcr 7 (1); Paixão Segundo São Mateus, 4vv, GRcr 7 (1); Praeter rerum seriem, 8vv, 1551; Quid montes Musa colitis, 5vv, 1551; Quomodo sedet sola, 4vv, GRcr (5); Regina celi, 5vv, 1551; Salve regina, 6vv, 1551; Sancta Maria succurre miseris, 6vv, 1551; Sancta mater istud agas, 5vv, 1551; Sum servus Domini, 6vv, 1551; Videns crucem Andreas, 5vv, 1551; Vidi civitatem sanctam, 5vv, 1551.

### Madrigal
- All'hor ch'ignuda d'herb'et fior, 3vv, 1562, edição em Manuel Joaquim: ‘Um madrigal de Vicente Lusitano publicado no “Libro delle Muse”’, Gazeta musical, vol. II, n.º. 13–14 (1951), 13–14.